# 강희정 (탁구 선수)
강희정(康熙政)은 대한민국의 전 탁구 선수이다. 1962년 인도네시아 자카르타 아시안게임에서 단체 은메달을 획득했다.